# Đội tuyển Fed Cup Hàn Quốc
Đội tuyển Fed Cup Hàn Quốc đại diện Hàn Quốc ở giải đấu quần vợt Fed Cup và được quản lý bởi Hiệp hội Quần vợt Hàn Quốc.  Đội hiện tại thi đấu ở Nhóm I khu vực châu Á/châu Đại Dương.

## Lịch sử
Hàn Quốc tham dự kì Fed Cup đầu tiên vào năm 1973.  Thành tích tốt nhất của đội là vào Nhóm Thế giới II năm 1997, và 5 lần vào vòng 16 đội.

## Đội hình hiện tại (2017)
- Jang Su-jeong
- Han Na-lae
- Kim Na-ri
- Choi Ji-hee